# Sydney Dalrymple
Sydney Dalrymple (1885. május 11. – ?) első világháborús ausztrál ászpilóta.

## Élete

### Ifjúkora
Dalrymple 1885-ben született Melbourne városában, Victoria államban.

### Katonai szolgálata
Dalyrymple 1915-ben csatlakozott a Királyi Repülő Hadtesthez (Royal Flying Corps), és az alapkiképzés elvégzését illetve a pilótaigazolvány megszerzését követően a 27. brit repülőszázadhoz került. Első légi győzelmét 1916 júniusában szerezte meg Martinsyde G.100-as repülőgépével repülve. Első légi győzelmét követően a 24., majd a 139. brit repülőszázadhoz került. Ezen században Bristol Fighter típusú vadászgéppel repült, amellyel 1918. augusztus 8-án két légi győzelmet aratott Berg D.I-es repülőgépekkel szemben. 1918. szeptember 13-án újabb két légi győzelmet aratott német Albatros D.III-as vadászgépek ellen, megszerezve ezzel ötödik légi győzelmét és az ászpilóta minősítést.
1918-ban megkapta a Kiváló Repülő Keresztet.
További életéről nincs adat, halálának dátuma ismeretlen.

### Légi győzelmei
| Sorszám | Dátum                | Egység                 | Repülőgép        | Ellenfél       |
| ------- | -------------------- | ---------------------- | ---------------- | -------------- |
| 1       | 1916. július 1.      | 27. brit repülőszázad  | Martinsyde G.100 | Roland C       |
| 2       | 1918. augusztus 8.   | 139. brit repülőszázad | Bristol Fighter  | Berg D.I       |
| 3       | 1918. augusztus 8.   | 139. brit repülőszázad | Bristol Fighter  | Berg D.I       |
| 4       | 1918. szeptember 13. | 139. brit repülőszázad | Bristol Fighter  | Albatros D.III |
| 5       | 1918. szeptember 13. | 139. brit repülőszázad | Bristol Fighter  | Albatros D.III |